# Batalha dos Mastros
A Batalha dos Mastros (em árabe: معركة ذات الصواري; romaniz.: Dhat Al-Sawari) ou Batalha de Fênix foi uma batalha naval crucial travada em 655 entre os árabes muçulmanos liderados por Abedalá ibne Saade e a frota do Império Bizantino sob o comando pessoal do imperador Constante II. Ela é considerada como "o primeiro conflito decisivo do islã nas profundezas".

## Contexto

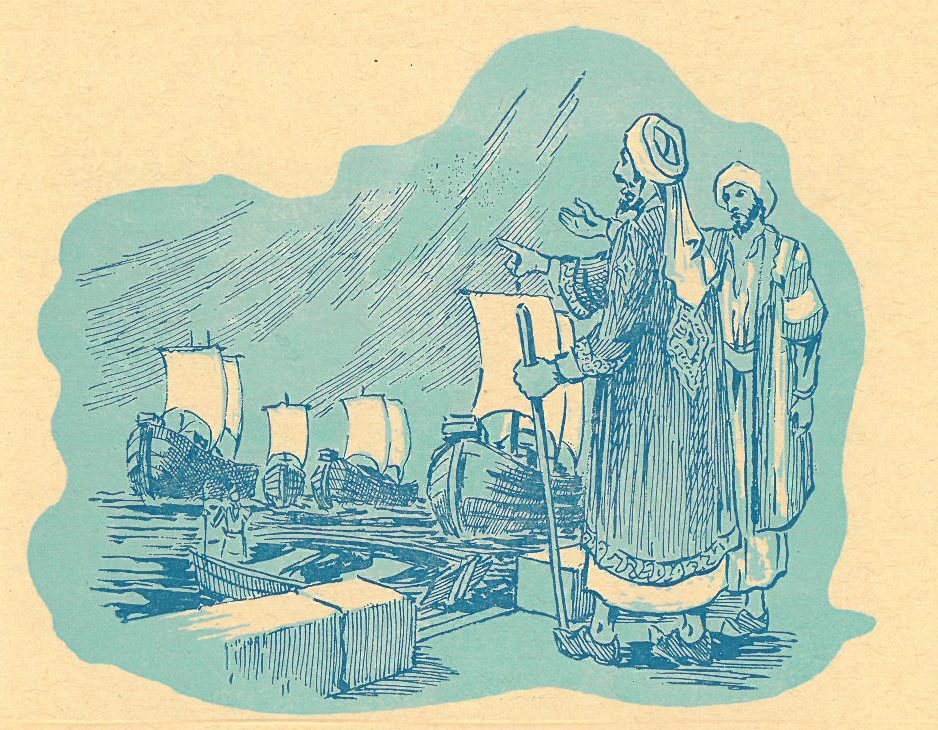
Desenho de navios islâmicos emergindo da água em preparação para a batalha

Na década de 650, o Califado Ortodoxo já havia destruído completamente o Império Sassânida e continuava sua vitoriosa expansão nos territórios do Império Bizantino. Em 645, Abedalá ibne Saade foi nomeado governador do Egito por seu irmão de criação, o califa Otomão, em substituição ao semi-independente Anre ibne Alas. Otomão permitiu que Moáuia realizasse raides na ilha de Chipre em 649 e o sucesso desta campanha foi o que incentivou o início das atividades navais pelo governador do Egito. Abedalá ibne Saade construiu um forte marinha e se mostrou um habilidoso comandante. Sob seu comando, a marinha muçulmana venceu diversas vitórias, incluindo a defesa de Alexandria de um contra-ataque bizantino em 646.
Em 655, Moáuia comandou uma expedição na Capadócia enquanto que sua frota, sob o comando de ibne Saade avançou ao longo da costa sul da Anatólia. Aparentemente, o imperador Constante considerou a invasão naval mais perigosa, pois embarcou para dar-lhe combate à frente de uma grande frota.

## A batalha
As duas forças se encontram na costa próxima ao monte Fênix na Lícia, perto do porto de Fênix (atual Finike). De acordo com o cronista do século IX, Teófanes, o Confessor, conforme o imperador se preparava para a batalha, ele teve um sonho na noite anterior onde ele estava em Tessalônica; acordando, ele relatou-o para um intérprete de sonhos, que teria dito: "Imperador, antes não tivesses dormido e nem tido este sonho, pois sua presença em Tessalônica" (Thessalonike pode ser lida como θὲς ἄλλῳ νὶκην, ou seja, "dá vitória ao outro").
Conforme os navios se alinhavam para o combate, Constante ergueu o estandarte da Cruz e cantou salmos com seus homens. Os árabes responderam erguendo o Crescente e tentou abafar os salmos declamando passagens do Corão. Tanto a Cruz quando o Crescente permaneceram montados nos mastros por toda a batalha, de onde vem o nome da batalha.
Os árabes venceram a batalha, embora as perdas tenham sido pesadas para ambos os lados, com Constante escapando por pouco para Constantinopla. De acordo com Teófanes, ele conseguiu escapar trocando uniformes com um de seus oficiais.

## Consequências
Embora a frota árabe tenha recuado após sua vitória, a Batalha dos Mastros foi um marco importante na história do Mediterrâneo, para ambos os lados, pois ela iniciou um período de superioridade muçulmana tanto na terra quanto no mar. Pelos quatro séculos seguintes, o Mediterrâneo tornou-se um campo de batalha entre bizantinos e muçulmanos. Na sequência deste desastre, porém, os bizantinos conseguiram um período de respiro por conta da irrupção da Primeira Fitna entre os árabes, o que deu a Constante a oportunidade de reorganizar as defesas bizantinas, principalmente no Mediterrâneo ocidental e no Exarcado da África.